# 門之園惠美
門之園惠美（日语：門之園 恵美、1970年4月28日—），是日本大阪府出身的動畫師、人物設計師。

## 概要
丈夫是同業後藤圭二。夫婦倆與木村英文合組製作團體「gímik」，現已形同解散。

## 主要參加作品

### 電視動畫
- 甜甜仙子（魔法のプリンセス ミンキーモモ，1992年：原画）
- 小巫仙（ヤダモン，1993年：原画）
- 摔角女神（メタルファイター・MIKU，1994年：原画）
- 魔法騎士（魔法騎士レイアース，1994-1995年：原画&作画監督）
- 怪盜聖少女（怪盗セイント・テール，1995年：原画&作画監督）
- 機動戰艦（機動戦艦ナデシコ，1996年：原画&作画監督&OP原画）
- 爆走獵人（爆れつハンター，1996年：原画&作画監督）
- 天才寶貝（赤ちゃんと僕，1996年：原画・作画監督）
- 名偵探柯南（名探偵コナン，1996年：原画）
- 勇者指令（勇者指令ダグオン，1997年：原画）
- 吸血姬美夕（吸血姫美夕，1997年：角色設定・作画監督）
- 少女革命（少女革命ウテナ，1997年：作画監督）
- LEGEND OF BASARA（1998年：次角色設計）
- Generator Gawl（ジェネレイターガウル，1998年：作画監督&原画）
- 秋葉原電腦組（アキハバラ電脳組，1998年：作画監督）
- SHADOW SKILL（1998年：原画）
- 火魅子傳（火魅子伝，1999年：角色設計）
- 進化戰記（ベターマン，1999年：作画監督）
- 女神候補生（女神候補生，2000年：OP作画）
- 捍衛者（ゲートキーパーズ，2000年：作画監督）
- 学校怪談（学校の怪談，2000年：原画）
- 新白雪姬傳說（新白雪姫伝説プリーティア，2001年：作画監督）
- HELLSING（2001年：作画監督補）
- 超能奇兵（スクライ，2001年：ED原画）
- 超激勵戰鬥車（激闘！クラッシュギアTURBO，2001年：原画）
- 水瓶戰記（アクエリアンエイジ Sign for Evolution，2002年：OP／ED原画）
- 天使特警（キディ・グレイド，2002年：角色設計&總作画監督）
- 迷糊天使（ぴたテン，2002年：OP原画）
- Chobits（ちょびっツ，2002年：OP原画）
- 天使怪盜（D・N・ANGEL，2003年：作画監督・原画）
- PEACE MAKER鐵（PEACE MAKER鐵，2003年：原画）
- （2004年：原画）
- 詩∽片（うた～かた，2004年：角色設計&總作画監督）
- 黏黏妖美少女（ぺとぺとさん，2005年：OP原画）
- 不可思議星球的雙胞胎公主（ふしぎ星の☆ふたご姫，2005年：原画）
- 地獄少女（地獄少女，2005年：OP原画）
- SHUFFLE!（2005年：ED原画）
- 鍵姬物語（鍵姫物語 永久アリス輪舞曲，2006年：OP原画）
- BLACK CAT（2006年：原画）
- 光速蒙面俠21（アイシールド21，2006年：第3期OP原画）
- ARIA The NATURAL（2006年：原画&作画監督）
- 西方善魔女（西の善き魔女 Astraea Testament，2006年：OP原画）
- 格鬥美神 武龍 REBIRTH（格闘美神 武龍 REBIRTH，2006年：原画）
- 不可思議星球的雙胞胎公主 第2季（ふしぎ星の☆ふたご姫 Gyu!，2006年：ED原画）
- NANA（2006年：作画監督&原画、OP3原画）
- Code Geass 反叛的魯路修（コードギアス 反逆のルルーシュ，2007年：OP原画）
- 旋風管家！（ハヤテのごとく！，2007年：ED1原画）
- 機神大戰（機神大戦ギガンティック・フォーミュラ，2007年：角色原案、ED作画監督）
- 偶像大師 XENOGLOSSIA（アイドルマスター XENOGLOSSIA，2007年：原画）
- 暗夜魔法使（ナイトウィザード The ANIMATION，2007年：原画）
- 賭博默示錄（逆境無頼カイジ，2007年：OP原画）
- 惡作劇之吻（イタズラなKiss，2008年：ED1原画、ED2分鏡&原画）
- 超能少女組（絶対可憐チルドレン，2008年：ED1原画）
- 吸血鬼騎士（ヴァンパイア騎士，2008年：OP原画）
- SKIP BEAT！華麗的挑戰（スキップ・ビート！，2008年：OP原画）
- 食靈 -零-（喰霊 -零-，2008年：作画監督&原画）
- 鋼鐵新娘（ケメコデラックス！，2008年：原画）
- 守護甜心！！心跳（しゅごキャラ！！どきっ，2009年：OP2原画）
- 黑神（2009年：OP2原画）
- KIDDY GiRL-AND（キディ・ガーランド，2009年：角色設計&ED作画監督）
- 我的妹妹哪有這麼可愛！（俺の妹がこんなに可愛いわけがない，2010年：原画）
- GOSICK（2011年：ED原画）
- 異國迷宮的十字路口（異国迷路のクロワーゼ The Animation，2011年：原画）
- Suite 光之美少女♪（スイートプリキュア♪，2011年：原画）
- 四月是你的謊言（四月は君の嘘，2014年：作画監督）

### OVA
- 天邪童子（超神伝説うろつき童子，1989年：動画）
- 機械巨神 地球靜止之日（ジャイアントロボ THE ANIMATION -地球が静止する日，1992年：動画）
- 宇宙戰艦山本洋子（それゆけ!宇宙戦艦ヤマモト・ヨーコ，1996年：原画）
- 魔法騎士（レイアース，1997年：角色設計）
- 青山剛昌短篇集2（青山剛昌短編集2，1999年：原画）
- KIRARA（2000年：作画監督）
- Z.O.E 2167 IDOLO（2001年：原画）
- 捍衛者21（ゲートキーパーズ21，2002年：OP原画）
- 遙遠時空2-白龍之神子-（遙かなる時空の中で2-白き龍の神子-，2004年：原画）
- 撲殺天使朵庫蘿（撲殺天使ドクロちゃん，2005年：原画）
- ARIA The OVA 〜ARIETTA〜（2007年：原画）
- 飛輪少年 黑羽與沉睡森林 -Break on the sky-（エア・ギア 黒の羽と眠りの森 -Break on the sky-，2011年：作画監督）

### 電影
- 咕嚕咕嚕魔法陣 劇場版（魔法陣グルグル 劇場版，1996年：原画）
- 時尚魔女 LOVE AND BERRY 幸福的魔法（オシャレ魔女♥ラブandベリー しあわせのまほう，2007年：角色設計&總作画監督）
- 天使特警 劇場版（キディ・グレイド 劇場版，2007年：角色設計&總作画監督）
- 劇場版CLANNAD（2007年：角色設計）
- 光之美少女電影版 勇闖鏡之國（映画 Yes！プリキュア5 鏡の国のミラクル大冒険！，2007年：原画）
- 光之美少女電影版 花都的時裝秀！？（映画 ハートキャッチプリキュア！花の都でファッションショー…ですか！？，2010年：原画）

### 小說
- GEMINI×KNIVES（ジェミニ・ナイヴ，2005年，角色設計）